# Jaroslav Staník
Jaroslav Staník (* 16. června 1957 Bojkovice) je český politik a živnostník a bývalý tajemník hnutí Svoboda a přímá demokracie (SPD), krátce také asistent poslance Jaroslava Holíka. Na konci července 2018 ho soud nepravomocně odsoudil k ročnímu podmíněnému trestu za popírání, zpochybňování, schvalování a ospravedlňování genocidy, za což byl i vyloučen z hnutí SPD.

## Život
Začínal jako soustružník v národním podniku Zeveta Bojkovice. Od roku 1984 do roku 2007 pracoval u policie v Brně. Po odchodu ze služby se vrátil zpět do Bojkovic. Zde se angažoval v komunální politice a ve volebním období 2010–2014 pracoval jako neuvolněný místostarosta města Bojkovice za ČSSD.
Od roku 2011 spolupracoval s Tomiem Okamurou, jemuž vedl volební kampaň při senátních volbách v roce 2012 ve Zlínském kraji. Jeho členství v hnutí SPD bylo pozastaveno po trestním oznámení v roce 2018 a následně byl po odsouzení vyloučen. V hnutí zastával post tajemníka strany a člena předsednictva. Poté již zůstal jen řadovým pracovníkem sekretariátu SPD, avšak o funkce a členství v hnutí přišel.
Jako tajemník SPD a blízký spolupracovník Tomio Okamury 24. října 2017 ve sněmovním klubu v opilosti vyzýval k zabíjení menšin, posílat gaye, Romy a Židy do plynu. V této souvislosti bylo na Staníka podáno trestní oznámení, mimo jiné i aktivistou Janem Cemperem. Na jeho základě byl Staník v únoru 2018 obviněn z popírání genocidy a podněcování nenávisti. Hnutí SPD se od Staníka vzápětí distancovalo, oznámilo, že již není tajemníkem strany, a tuto informaci následně odstranilo i ze svých webových stránek. V polovině července policie navrhla Staníka obžalovat, za přečin podněcování k nenávisti vůči skupině osob a popírání, zpochybňování, schvalování a ospravedlňování genocidy, mu hrozil až tříletý nepodmíněný trest. Státní zástupkyně policejní návrh schválila, Staníka obžalovala a předala spis soudu. Na konci července 2018 ho soud uznal vinným. Odsoudil ho k ročnímu podmínečnému trestu se zkušební dobou dva roky a k pokutě 70 000 Kč. Staníkův obhájce k rozsudku podal odpor, případ tak postoupil do hlavního líčení. Staník se účasti na soudních líčeních vyhýbal s odvoláním na zdravotní důvody. Dne 9. dubna 2019 Obvodní soud pro Prahu 1 uznal Staníka vinným, jeho argumentaci svobodou projevu odmítl s tím, že své výroky pronášel jako stranický tajemník a svoboda projevu není bezbřehá. Nejvyšší soud 26. března 2020 odmítl jeho dovolání.